# Liste der Monuments historiques in Brocourt-en-Argonne
Die Liste der Monuments historiques in Brocourt-en-Argonne führt die Monuments historiques in der französischen Gemeinde Brocourt-en-Argonne auf.

## Liste der Objekte
| Bezeichnung                     | Beschreibung                                                                                                  | Standort                       | Kennzeichnung | Schutzstatus | Datum | Bild |
| ------------------------------- | --- | ------------------------------ | ------------- | ------------ | ----- | ---- |
| Glocke                          | Bronze, 1726 gegossen                                                                                         | in der Kirche St-Michel (Lage) | PM55002775    | Classé       | 1996  |      |
| Ziborium                        | Silber, Messing,versilbert, zweite Hälfte des 18. Jahrhunderts                                                | in der Kirche St-Michel (Lage) | PM55001644    | Inscrit      | 1997  |      |
| Buch Grand Catéchisme en images | gedruckt im Maison de la Bonne Presse, um 1893; im Centre départemental d’art sacré in Saint-Mihiel deponiert | in der Kirche St-Michel (Lage) | PM55001643    | Inscrit      | 1996  |      |
| Skulptur Erzengel Michael       | Holz, farbig gefasst und vergoldet, um 1700                                                                   | in der Kirche St-Michel (Lage) | PM55001645    | Inscrit      | 1997  |      |